# Estadio de los Juegos Mediterráneos
Mediterráneo Stadium er et stadion i Almería, Spanien. Det er anvendes i øjeblikket til fodboldkampe og er hjemmebane for UD Almería, og for atletik. Det var i 2005 vært for Middelhaveslegene. Stadionet har plads til 22.000 tilskuere og blev bygget i 2004.

## Panorama
36°50′24″N 2°26′07″V / 36.84°N 2.4353°V
1. ↑  Navnet er anført på engelsk og stammer fra Wikidata hvor navnet endnu ikke findes på dansk.